# Narses (patrício de Roma)
Narses (em grego: Ναρσής) foi um cortesão bizantino do século VI, cuja existência é conhecida a partir do epitáfio de sua filha parcialmente preservado em Roma. De acordo com a inscrição, datada de 571, foi patrício e homem gloriosíssimo, indicando que era um dos senadores.

## Nome
Narses é a forma helenizada e latinizada do nome. Em armênio, ocorre como Nerses. A atestação mais antiga do nome ocorre nos Feitos do Divino Sapor, uma inscrição trilíngue do reinado do xainxá sassânida Sapor I (r. 240–270). Em parta é registrado como Narsēs e em pálavi como Narsē. O nome deriva do avéstico Nairyō saŋha-, que literalmente significa "o de muitos discursos", ou seja, o mensageiro divino.